# 陳公輔
陳公輔（1077年—1142年），字國佐，臨海縣城人。宋朝政治人物。

## 生平
北宋政和三年（1113年），以太學「上舍釋褐」第一，出任平江府（今江蘇省蘇州市）教授，不久調越州，歷任權應天府少尹、秘書郎等職。公輔論事剴切，疾惡如仇，但任職左司諫時，曾上疏攻擊程頤，士林惜之。紹興六年，召為吏部員外郎。官至禮部侍郎。著有《文集》二十卷，《奏議》十二卷。

## 家族
父陳正是郡縣大吏。

## 延伸阅读
[在维基数据编辑]
 《宋史·卷379》，出自脱脱《宋史》